# العلاقات الجورجية الفارسية
تربط بلاد فارس وجورجيا علاقات قديمة منذ آلاف السنين. كان شرق وجنوب جورجيا تحت السيطرة الفارسية المتقطعة لعدة قرون حتى بداية القرن التاسع عشر، بينما كان غرب جورجيا تحت سيطرتها لفترات زمنية أقصر بكثير عبر التاريخ. ارتفعت أهمية جورجيا بشكل خاص وقت الصفويين الفرس.
وبسبب هذه العلاقات المتشابكة منذ آلاف السنين، كان هناك الكثير من التبادل السياسي والثقافي بين البلدين منذ آلاف السنين. على حد تعبير كيث هيتشنز / الموسوعة الإيرانية:

## الفترة القديمة
تشير الأدلة من النقوش المسمارية الأخمينية إلى وجود تجارة بين الأخمينيين والقبائل الجورجية. ووفقًا لهيرودوت، تم تضمين الجورجيين البدائيين في القوقاز في القرنين الثامن عشر والتاسع عشر (انظر: مقاطعات الإمبراطورية الأخمينية). ومع سيطرة الأخمينيين على جنوب جورجيا، إلا أنهم لم يتمكنوا أبدًا من إخضاع القبائل في الشمال. وبعد انهيار الأخمينيين، اعتمد الملك الإيبري الأول، بارنافاز (التي كانت والدته فارسية)، مؤسسات على الطراز الفارسي كنماذج في تنظيم مملكته.
وخلال حقبة الفرثيين، كانت القوقاز محل نزاع بين روما وبلاد فارس، حيث لعبت ملكية جورجيا على كلا الجانبين من أجل الحفاظ على استقلالها. وفي أواخر القرن الثاني الميلادي، أسست السلالة الالأرشكية الفرثية فرعًا مسمًى من سلالتهم على العرش الجورجي، عرف باسم السلالة الالأرشكية الإيبيرية. ومنذ القرون الأولى بعد الميلاد، كانت العبادة الميثرائية والزرادشتية تمارس بشكل شائع في أيبيريا. أنتج التنقيب عن المدافن الغنية في بوري وأرمازي وزجوديري أكوابًا فضية للشرب تحمل انطباعًا عن حصان إما يقف عند مذبح النار أو مع رفع قدمه اليمنى فوق المذبح. اندمجت العبادة الميثرائية، التي تميزت بطابعها التوفيقي وبالتالي كانت مكملة للطوائف المحلية خاصة عبادة الشمس، تدريجيًا مع المعتقدات الجورجية القديمة. حتى أنه يُعتقد أن الميثرائية يجب أن تكون سلف القديس جورج في وثنية جورجيا. وخطوة بخطوة، تغلغلت المعتقدات الإيرانية وأساليب الحياة بعمق في ممارسات البلاط والنخبة الإيبيرية: لقد تم تبني الخط الأرمزي و«اللغة»، التي تستند إلى الآرامية (انظر Tsereteli)، رسميًا (عدد من النقوش باللغة الآرامية من الفترات الكلاسيكية / الهلنستية عرفت من كولخيس؛ تم تنظيم البلاط على النماذج الإيرانية، وتأثر لباس النخبة بالزي الإيراني، واعتمدت النخبة الأيبيرية أسماء شخصية إيرانية، وتم تقديم العبادة الرسمية لأرمازي (qv) من قبل الملك فارنافاز في القرن الثالث قبل الميلاد (مرتبطًا بالتاريخ الجورجي في العصور الوسطى بالزرادشتية) انتهى هذا عندما تولى الساسانيون السلطة. كان هناك سلام بين إيبيريا والساسانيين وساعدت إيبيريا الساسانيين في حملاتهم ضد روما. وخلال هذا الوقت، نشأت الزرادشتية أيضًا في المنطقة. ومع ذلك، تمكنت روما من الاستيلاء على الإقليم لمدة ستين عامًا، حيث تأسست المسيحية حوالي عام 317. بدأت العناصر الإيرانية في الفن الجورجي القديم وعلم الآثار بالتوقف تدريجيًا منذ تبني المسيحية في نفس القرن.
كان الأمر الحاسم لتاريخ إيبيريا المستقبلي هو تأسيس الإمبراطورية الساسانية في عام 224. ومن خلال استبدال المملكة الفرثية الضعيفة بدولة قوية مركزية، فقد تغير التوجه السياسي لإيبيريا بعيدًا عن روما. أصبحت إيبيريا إحدى روافد الدولة الساسانية في عهد سابور الأول (241-272). يبدو أن العلاقات بين البلدين كانت ودية في البداية، حيث تعاونت إيبيريا في الحملات الفارسية ضد روما، وتم إدراج الملك أمازاسب الثالث (260-265) كأحد كبار الشخصيات في المملكة الساسانية، وليس تابعًا خاضعًا بقوة السلاح. لكن الميول العدوانية للساسانيين كانت واضحة في نشرهم للزرادشتية، والتي ربما نشأت في أيبيريا بين 260 و290.
ومع ذلك، اعترفت ميريان الثالث، الأول من سلالة تشوسرويد، كملك إيبيريا إثر صلح نصيبين عام 298، بينما بسطت الإمبراطورية الرومانية سيطرتها على إيبيريا القوقازية مرة أخرى كدولة تابعة واعترفت بالحكم على جميع منطقة القوقاز.
ومع ذلك، وبعد مقتل الإمبراطور يوليان خلال حملته الفاشلة في بلاد فارس عام 363، تنازلت روما عن سيطرتها على أيبيريا إلى بلاد فارس، وأصبح الملك فاراز باكور الأول (أسفاغور) (363-365) تابعًا فارسيًا، وهي نتيجة أكدها سلام Acilisene في عام 387. مع ذلك، احتفظ فارسمان الرابع (406-409)، حاكم كارتلي لاحقًا، باستقلال بلاده وتوقف عن دفع الجزية لبلاد فارس. سادت بلاد فارس، وبدأ الملوك الساسانيون في تعيين نائب للملك (pitiaxae) لمراقبة تابعهم. وفي النهاية، جعلوا المنصب وراثيًا في أسرة حاكم كارتلي السفلى، وبالتالي افتتحوا كارتلي pitiaxae، الذي جعل منطقة واسعة تحت سيطرته. ومع أنهم كانوا جزءً من مملكة كارتلي، إلا أن نواب الملك حولوا مجالهم إلى مركز نفوذ فارسي. لقد وضع الحكام الساسانيون مسيحية الجورجيين في اختبار شديد. كما روجوا لتعاليم زرادشت، وبحلول منتصف القرن الخامس أصبحت الزرادشتية الديانة الرسمية الثانية في شرق جورجيا إلى جانب المسيحية.
نشأت القضايا الدينية بعد أن استعاد الساسانيون المنطقة. وفي عام 580، ألغى الساسانيون النظام الملكي وجعلوا إيبيريا مقاطعة. استمر القتال بين روما، وبعد ذلك البيزنطيين، والساسانيين على المنطقة حتى انهيار الساسانيين خلال الفتح الإسلامي لبلاد فارس، مع بقاء شرق جورجيا مع ذلك تحت السيادة الفارسية.

## العصور الوسطى
دمرت مملكة جورجيا، في عهد تمار الكبرى، عام 1209، مدينة أردبيل - بحسب السجلات الجورجية والأرمنية - انتقامًا لهجوم الحاكم المسلم المحلي على آني ومجزرته بحق السكان المسيحيين في المدينة. وفي انفجار أخير عظيم، قاد الإخوة جيشًا منتشرًا في جميع أنحاء ممتلكات تمار والأراضي التابعة في مسيرة، عبر نخجوان وجلفا، إلى مرند وتبريز وقزوين في شمال غرب إيران، ونهبوا عدة مستوطنات في طريقهم، مما جعل شمال غرب إيران يمثل أقصى الجنوب أقصى مدى للإمبراطورية.

## الفترة الصفوية

### القرن السادس عشر

رستم (المعروف أيضًا باسم رستم خان)، نائب الملك في كارتلي شرق جورجيا، من 1633 إلى 1658.

كانت السلالة الصفوية الإيرانية (التي كانت من أصل إثني جورجي جزئيًا أيضًا، بسبب التزاوج المكثف، شجرة عائلة السلالة الصفوية) في صراع دائم مع العثمانيين حول السيطرة والتأثير في القوقاز. ومن القرن السادس عشر إلى القرن الثامن عشر، كان على إيران التعامل مع العديد من الممالك والإمارات المستقلة، حيث لم تكن جورجيا دولة واحدة في ذلك الوقت. غالبًا ما تتبع هذه الكيانات دورات سياسية متباينة. كان مجال نفوذ إيران شرق جورجيا (مملكتا كارتلي وكاخيتي) وجورجيا الجنوبية (مملكتا سامتسخ-ساتاباغو)، بينما كانت جورجيا الغربية تحت النفوذ العثماني. خضعت هذه الممالك المستقلة لسيطرة متقطعة من بلاد فارس بعد الفتوحات السلطان روملو في 1518 (مع أن كارتلي وكاخيتي كانتا تابعتين في وقت مبكر من 1503)، حتى وقت مبكر من القرن 19.
ومع ذلك، سعى الملوك والأمراء الجورجيون إلى التحرر من تبعيتهم. رفض ديفيد، ملك كارتلي، اعتناق الإسلام، ولم يحضر إلى بلاط الشاه إسماعيل الصفوي، وقام بالتحضيرات للحرب. وفي عام 1521، أرسل الشاه إسماعيل جيشًا كبيرًا لقمع التمرد. لقد غزا الجيش واستولى على العاصمة الجورجية تبليسي. وبعد وفاة إسماعيل، تولى طهماسب البالغ من العمر عشرة سنوات منصب الشاه. ومستغلًا الموقف، استعاد ديفيد تبليسي وحرر نفسه من التبعية. لم ينته الوضع عند هذا الحد، حيث واصل الملوك الجورجيون فيما بعد القتال ضد إيران الصفوية، بينما اختار الكثيرون الجانب الإيراني. في عام 1527، صعد لوارساب الأول إلى السلطة في كارتلي. أشار اسكندر بك مونشي، المؤرخ الإيراني في النصف الأول من القرن السابع عشر، إلى أن لوارساب تميز بين الملوك الجورجيين لشجاعته، ورفضه إظهار الطاعة وأداء الجزية. واصل لوارساب وحده القتال ضد الإيرانيين حيث أبرم الملوك الجورجيون الآخرون صفقات وقبلوا السيادة الإيرانية، وغالبًا ما قبلوا الإسلام واتخذوا أسماء فارسية واحتضنوا الثقافة الفارسية لعدة قرون بعد ذلك (مثل الملوك الجورجيين المهمينين عيسى خان، وجورجين خان، وداود خان ورستم خان وسميون خان وغيرهم الكثير). وفي الأعوام 1540 إلى 1554 قاد الشاه طهماسب أربع حملات ضد جورجيا، ودمر المناطق الشرقية والجنوبية من البلاد وأخذ عشرات الآلاف من الأسرى الجورجيين إلى إيران. سقط لوارساب في معركة عام 1556.
في 29 مايو 1555، أبرمت إيران الصفوية والدولة العثمانية معاهدة في أماسيا تم بموجبها تقسيم القوقاز بين الاثنين. سقط غرب جورجيا والجزء الغربي من جورجيا الجنوبية بيد العثمانيين، بينما سقطت جورجيا الشرقية والجزء الشرقي (الأكبر) من جنوب جورجيا في يد إيران، مما جعل كارتلي مرة أخرى جزءً من الدولة الصفوية.
في 1556 صعد سيمون (المسمى أيضًا سومايون خان من قبل إسكندر بك مونشي)، نجل لوارساب، إلى عرش كارتلي واستمر في النضال من أجل الاستقلال. وفي عام 1569 تم أسر سيمون وإرساله إلى قزوين. لقد رفض اعتناق الإسلام، وسجن في قلعة آلموت في إيران. وأثناء أسر سيمون، كان كارتلي يحكمها شقيقه المسلم داود خان، ابن شاه إيران بالتبني. أطلق الشاه إسماعيل الثاني الصفوي لاحقًا سراح سيمون، مما جعله حليفًا ضد العثمانيين. وبعد هذه الفترة، اكتسب الجورجيون الإيرانيون نفوذًا وقوة متزايدة في السياسة والجيش.

### القرن السابع عشر
في عام 1603، حاول الشاه عباس الأول الصفوي حل المسألة الجورجية بغزو شرق جورجيا. واصل بعض أعضاء الملكية الجورجية نضالهم وقام الشاه عباس بغزو جورجيا ودمرها عدة مرات، وغالبًا ما قتل أفراد العائلة المالكة. وبعد تجاهل مطالبة عباس لكل من تيموراز الأول وولوارساب الثاني بالظهور في مازندران وشكوكه في خيانتهما، فقد استخدمها ذريعة لغزو أراضيه الجورجية، وتسوية القضية بشكل نهائي. خلال هذه الحملات العقابية ضد رعاياه المخلصين السابقين، تم ترحيل 200 ألف جورجي إلى البر الرئيسي لإيران (انظر حملات عباس الأول الكاخيتية والكارتلية). وبعد استمرار القتال والمقاومة، وافق الطرفان على حل وسط. تم استبدال ملوك الممالك الجورجية بملوك موالين لإيران من سلالة باغراتيونى، بينما سيتم إعدام أولئك الذين قاوموا في النهاية في إيران، مثل لوارساب الثاني من كارتلي. كما سيتم التحكم في الممالك كرعايا لعدة قرون بعد ذلك. وفي عام 1660 حدث تمرد هاجم فيه الجورجيون التركمان الذين اسكنوا في مناطقهم من قبل الصفويين الإيرانيين، وهزموا الحاميات الإيرانية. بعد ذلك، وبعد قمع التمرد، سلم قادة التمرد أنفسهم وتم إعدامهم، من أجل منع الانتقام الصفوي.

### القرن الثامن عشر
في أوائل القرن الثامن عشر، كانت إيران تحت تهديد خطير من غزو الأفغان. عهد شاه إيران بقيادة القوات المحاربة ضد أفغانستان إلى ملوك جورجيا المسلمين. كان هناك حوالي 2000 جندي جورجي في أفغانستان. بقيادة جيورجي الحادي عشر (المعروف باسم جورجين خان في إيران)، نجح الجورجيون مؤقتًا في وقف غارات القبائل الأفغانية على إيران. في عام 1709 قُتل جيورجي الحادي عشر غدرًا بتحريض من الزعيم الأفغاني مير ويس الهوتكي.
منذ القرن الثامن عشر، لا يبدو أن العامل الديني هو الذي يحدد علاقات الدولة، ومع ذلك فإن بلاط الشاه أعطى معنى جادًا لوالي كارتلي الذي يعتنق الإسلام. من خلال هذه السياسة تجاه شرق جورجيا، واجهت إيران بوضوح العمليات الروسية والعثمانية في البلاد. وللحفاظ على ولاء جورجيا الشرقية وملكها المسلم، قدم الشاه العديد من التنازلات لوادي «قرجستان» - إضافة إلى ألقابه، ورفع «راتبه»، ومنحه قرى في إيران.
في عام 1703، أصبح فاختانغ السادس حاكمًا لمملكة كارتلي. وفي عام 1716، اعتنق الإسلام وأكده الشاه ملكًا على كارتلي. ومع ذلك، احتفظ الشاه بفاختانغ في إيران، وعينه أسفهسلار («قائد») المنطقة الإيرانية في أذربيجان. نفذ فاختانغ السادس حملات ناجحة ضد الشعب الداغستاني. مع ذلك، وفي لحظة حاسمة، أُمر بوقف الحملة، مما دفع فاختانغ إلى تبني توجه موالٍ لروسيا، مع أن الروس فشلوا في تقديم المساعدة العسكرية الموعودة له. وخلال الحرب مع الأفغان، احتل العثمانيون كارتلي. وفي يوليو من نفس العام، أُجبر فاختانغ على الذهاب إلى المنفى إلى روسيا، مع حاشية تكونت من 1200 جندي.
انهارت السلالة الصفوية في عام 1736، وخلفها الأفشاريون الذين سيطروا على جورجيا بأكملها مرة أخرى. طرد نادر شاه الحاميات التركية التي غزت جورجيا في أعقاب انهيار الصفويين وسرعان ما أعاد الحكم الإيراني على جورجيا. ومن أجل الخدمة المخلصة لتيموراز الثاني وابنه إريكلي الثاني ضد العثمانيين ومساعدتهم في إعادة الحكم الإيراني على جورجيا، فقد عينهم على التوالي ملوك كارتلي وكاخيتي عام 1744. لقد خلف الأفشاريد الإيرانيون القاجاريون، الذين سيعيدون أيضًا السيادة الإيرانية على جورجيا وإن كانت لفترة وجيزة.

## فترة القاجار
كان شرق جورجيا، المكونة من مملكتي كارتلي وكاخيتي، في أوائل العصر الحديث تحت سيطرة إيران لأول مرة في عام 1502، وكانت خاضعة للسيطرة والحكم الإيراني المتقطع منذ عام 1555. ومع ذلك، مع وفاة نادر شاه في عام 1747، تحررت كلتا المملكتين من السيطرة الإيرانية وتم لم شملهما في اتحاد شخصي تحت حكم الملك النشط هرقل الثاني (إريكلي) في عام 1762. وبين عامي 1747 و1795، كان إريكلي بالتالي، مع تحول الأحداث في إيران بعد الاضطرابات المستمرة هناك، قادرًا على الحفاظ على الحكم الذاتي لجورجيا خلال فترة الزنديين. وفي عام 1783، وضع هرقل مملكته تحت حماية الإمبراطورية الروسية في معاهدة جورجيفسك. وفي العقود القليلة الماضية من القرن الثامن عشر، أصبحت جورجيا عنصرًا أكثر أهمية في العلاقات الإيرانية الروسية من بعض المقاطعات في شمال البر الرئيسي لبلاد فارس، مثل مازاندران أو حتى غيلان. وعلى عكس بطرس الأكبر، نظرت كاترين الثانية، ملكة روسيا آنذاك، إلى جورجيا باعتبارها محور سياستها القوقازية، حيث كانت تطلعات روسيا الجديدة تتمثل في استخدامها كقاعدة للعمليات ضد كل من إيران والدولة العثمانية، وهما كلا الخصمين الجيوسياسيين المتاخمين لروسيا. وعلاوة على ذلك، فإن وجود ميناء آخر على الساحل الجورجي للبحر الأسود سيكون مثاليًا. وصلت كتيبة روسية محدودة من كتيبتي مشاة بأربع قطع مدفعية إلى تبليسي في عام 1784، ولكن تم سحبها، رغم الاحتجاجات المحمومة للجورجيين، في عام 1787 حيث بدأت حرب جديدة ضد تركيا العثمانية في جبهة مختلفة.
جاءت عواقب هذه الأحداث بعد سنوات قليلة عندما ظهرت سلالة جديدة، القاجاريين، منتصرة في صراع السلطة الذي طال أمده في بلاد فارس. لقد قرر رئيسهم، آغا محمد خان، كهدفه الأول، إعادة القوقاز بالكامل إلى الفلك الفارسي. وبالنسبة لآغا محمد خان، كانت إعادة إقحام جورجيا وإعادة دمجها في الإمبراطورية الإيرانية جزءً من نفس العملية التي وضعت شيراز وأصفهان وتبريز تحت حكمه. لقد رأى، مثل الصفويين ونادر شاه من قبله، أن الأراضي لا تختلف عن الأراضي الموجودة في البر الرئيسي لإيران. كانت جورجيا مقاطعة إيرانية بنفس الطريقة التي كانت بها خراسان. وكما جاء في تاريخ كامبريدج لإيران، فقد كان انفصالها الدائم أمرًا لا يمكن تصوره ويجب مقاومته بنفس الطريقة التي يقاوم بها المرء محاولة فصل فارس أو غيلان. لذلك كان من الطبيعي أن يقوم آغا محمد خان بأي وسيلة ضرورية في القوقاز من أجل إخضاع وإعادة دمج المناطق المفقودة مؤخرًا بعد وفاة نادر شاه وزوال الزنديين، بما في ذلك إخماد ما كان يُنظر إليه في نظر إيران على أنه خيانة والي جورجيا. وإثر العثور على فترة من السلام وسط خلافاتهم الخاصة ومع شمال وغرب ووسط بلاد فارس، طالب الفرس هرقل الثاني بالتخلي عن المعاهدة مع روسيا وإعادة قبول السيادة الفارسية، مقابل السلام والأمن مملكته. لقد اعترف العثمانيون، الجار المجاور لإيران، بالحقوق الآخيرة على كارتلي وكاخيتي لأول مرة منذ أربعة قرون. ناشد هرقل بعد ذلك حاميته النظرية، الإمبراطورة الروسية كاترين الثانية، متعهدة بما لا يقل عن 3000 جندي روسي، لكنها لم تستمع إليه، تاركةً جورجيا لدرء التهديد الفارسي وحدها. ومع ذلك، لا يزال هرقل الثاني يرفض إنذار خان.
عبر آغا محمد خان في وقت لاحق من نهر آراس، وبعد التحول في الأحداث التي جمع من خلالها مزيدًا من الدعم من الخانات التابعة له يريفان وجانجا، بعث لهرقل الثاني مهلة أخيرة، والتي رفضها أيضا، ولكنه بعث السعاة إلى سان بطرسبورغ. أمر جودوفيتش، الذي جلس في جورجييفسك في ذلك الوقت، إريكلي بتجنب «المصاريف والضجة»، فيما توجه إريكلي مع سليمان الثاني وبعض الإيميريين جنوب تبليسي لصد الإيرانيين.
مع نصف القوات، عبر آغا محمد خان نهر آراس، وسار الآن مباشرة إلى تبليسي، حيث بدأت معركة ضخمة بين الجيشين الإيراني والجورجي. تمكن إريكلي من حشد حوالي 5000 جندي، بما في ذلك حوالي 2000 من إيميريتي المجاورة تحت حكم الملك سليمان الثاني. لقد هُزم الجورجيون، الذين فاق عددهم بشكل ميؤوس منه، في النهاية رغم المقاومة الشديدة. سيطر الملك الإيراني آغا محمد خان بشكل كامل على العاصمة الجورجية. عاد الجيش الفارسي محملًا بالغنائم وحمل آلاف الأسرى.
وبهذا بعد فتح تفليس والسيطرة الفعلية على المنطقة الشرقية من جورجيا، توج آغا محمد رسميا كشاه في عام 1796 في سهل موغان. وكما يشير تاريخ كامبريدج لإيران؛ «عوقبت جورجيا، عميلة روسيا، ودمرت هيبة روسيا.» عاد هرقل الثاني إلى تبليسي لإعادة بناء المدينة، لكن تدمير عاصمته كان بمثابة ضربة قاضية لآماله ومشاريعه. وعند علمه بسقوط تبليسي، وضع الجنرال غودوفيتش اللوم على الجورجيين أنفسهم. ولاستعادة مكانة روسيا، أعلنت كاترين الثانية الحرب على بلاد فارس، بناءً على اقتراح من غودوفيتش، وأرسلت جيشًا بقيادة فاليريان زوبوف إلى ممتلكات قاجار في أبريل من ذلك العام، لكن القيصر الجديد بافل الأول، الذي تولى بعد كاثرين في نوفمبر، استدعاه بعد مدة قليلة.

### الحروب الروسية الفارسية والتنازلات غير القابلة للنقض

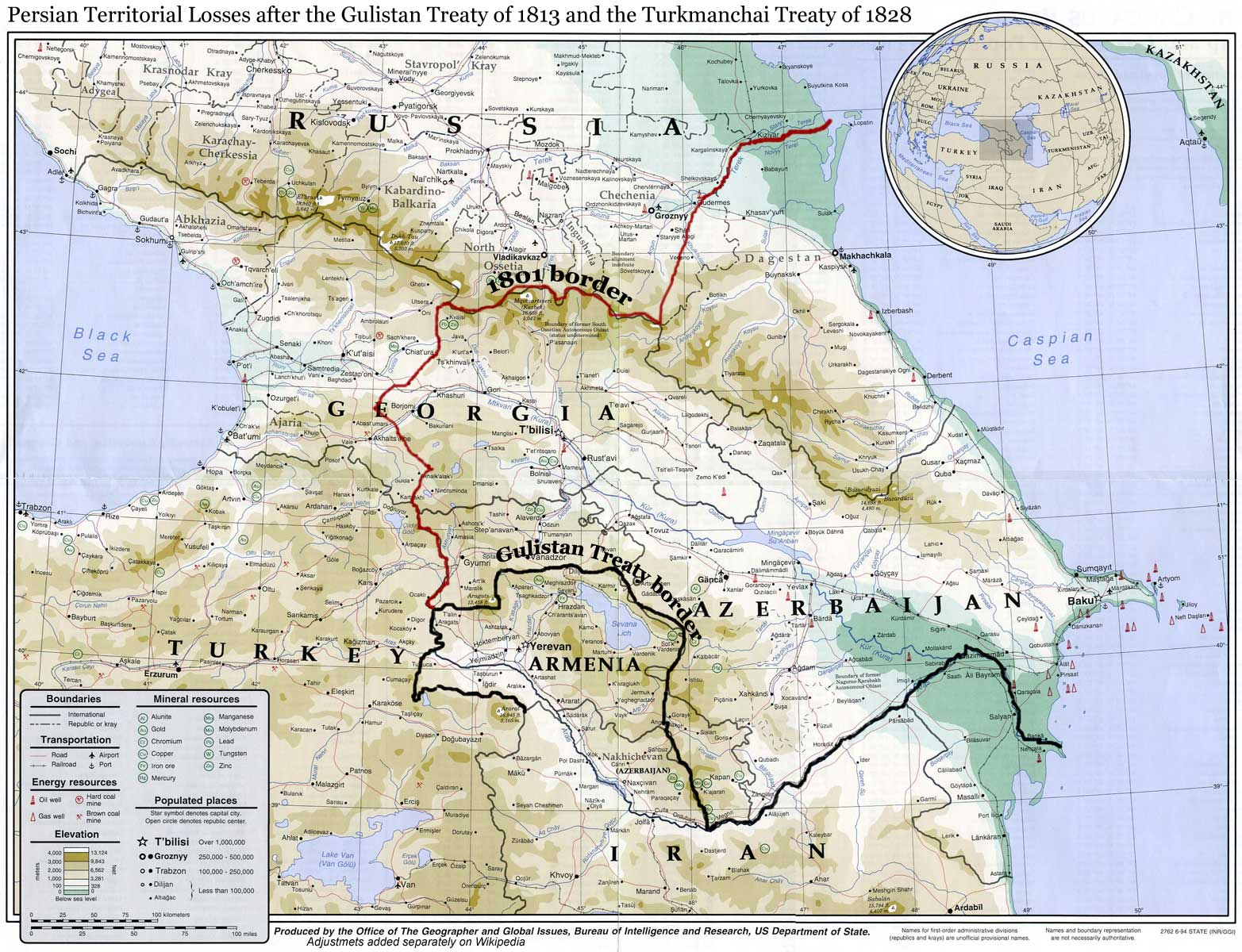
خريطة توضح الحدود الشمالية الغربية لإيران في القرن التاسع عشر، والتي تضم حاليًا شرق جورجيا وداغستان وأرمينيا وأذربيجان، قبل التنازل عنها لروسيا الإمبراطورية في الحربين الروسية الفارسية في القرن التاسع عشر.

في عام 1797، اغتيل آغا محمد خان في شوشا، وبعد ذلك خفت قبضة إيران على جورجيا. وبعد عام، توفي إيريكل الثاني أيضًا، تاركًا البلاد في حالة من الفوضى والارتباك التام. وبعد مرور عام، استغلت القوات الروسية الوضع وتوغلت في تبليسي. شكل هذا، بالإضافة إلى الضم الرسمي لجورجيا في عام 1801، السبب المباشر للحربين الروسية الفارسية في القرن التاسع عشر. بدأت الحرب الأولى، الحرب الروسية الفارسية (1804-1813) مباشرة على توطيد الحكم الإيراني الروسي على جورجيا. كان الشاه الإيراني، مثل جميع الملوك قبله، ينظر إلى جورجيا على أنها جزءٌ لا لبس فيه من المجالات الإيرانية ولا يختلف على سبيل المثال عن مقاطعات غيلان وفارس. وعلاوةً على ذلك، كان شرق جورجيا تحت الحكم الإيراني المتقطع منذ عام 1555. لقد كان ضم جورجيا بالتالي ضمًا للأراضي الإيرانية، مما جعل من المحتم أن يخوض الشاه الإيراني الجديد، فتح علي شاه، حربين في القرن التاسع عشر مع روسيا للحفاظ على مناطقه الإيرانية آمنة. لكن الحرب الأولى، حرب 1804-1813، فشلت فشلًا ذريعًا. ومع النجاحات الإيرانية في المراحل الأولى من الحرب، إلا أن الحملات الروسية الناجحة التالية، ولا سيما في أسلاندوز ونكران، جعلت إيران تقاضي بقوة من أجل السلام. أجبرت معاهدة كلستان التي تم إبرامها في عام 1813 قاجار إيران على التنازل عن جورجيا بشكل لا رجعة فيه، وكذلك داغستان ومعظم أذربيجان الحديثة إلى الإمبراطورية الروسية، من بين عدة بنود أخرى في المعاهدة.
لقد بلغت الجولة التالية من الأعمال العدائية، بسبب الاستياء الكبير من تحول الأحداث التي أجبرت إيران على التنازل عن مساحات شاسعة من أراضيها، ذروتها في الحرب الروسية الفارسية (1826-1828). ومع الهجوم الإيراني الناجح في العام الأول، إلا أنه تحول في النهاية إلى هزيمة أسوأ. لقد أجبرت معاهدة تركمانجاي لعام 1828 إيران على التنازل بشكل نهائي عن أرمينيا الحالية والجزء المتبقي من جمهورية أذربيجان التي كانت لا تزال في أيدي إيران. وبحلول عام 1828، جُردت إيران من جميع أراضيها في القوقاز وشماله بما في ذلك جورجيا، والتي كانت جميعها جزءً من مفهوم إيران لمدة ثلاثة قرون.
نظرًا لأن الروابط القديمة التي تعود إلى آلاف السنين مع إيران والقوقاز لا يمكن قطعها إلا من قبل قوة متفوقة من الخارج، فقد صارت روسيا هي التي قطعت هذه العلاقات. ومن عام 1813 وما بعده، صارت جورجيا منطقة يهيمن عليها الروس حتى عام 1991 بتفكك الاتحاد السوفيتي.

## التبادل الثقافي
بدءً من أوائل القرن السادس عشر، ورغم دمج بعض جوانب من العصر الحديث بالفعل منذ القرن الثاني عشر، حتى القرن التاسع عشر، فقد تأثرت الثقافة الجورجية بشكل كبير بالثقافة الفارسية. فقد تم دمج الجوانب الثقافية الفارسية بين الأعمدة الجورجية الموجودة بالفعل، وخاصة الرسم والعمارة والأدب، مع أنه كان أكثر وضوحًا بين الطبقات العليا. لاحظ الرحالة الفرنسي جان شاردان الذي زار جورجيا عام 1672 أن الجورجيين اتبعوا العادات الفارسية. ونظرًا لأن العديد من الملوك والأمراء والنبلاء الجورجيين إما ولدوا أو نشأوا في البر الرئيسي لإيران، فليس من المستغرب أن تنتشر الجوانب الثقافية الفارسية في جورجيا.

### الاتصالات الأدبية الجورجية مع بلاد فارس والأدب الفارسي

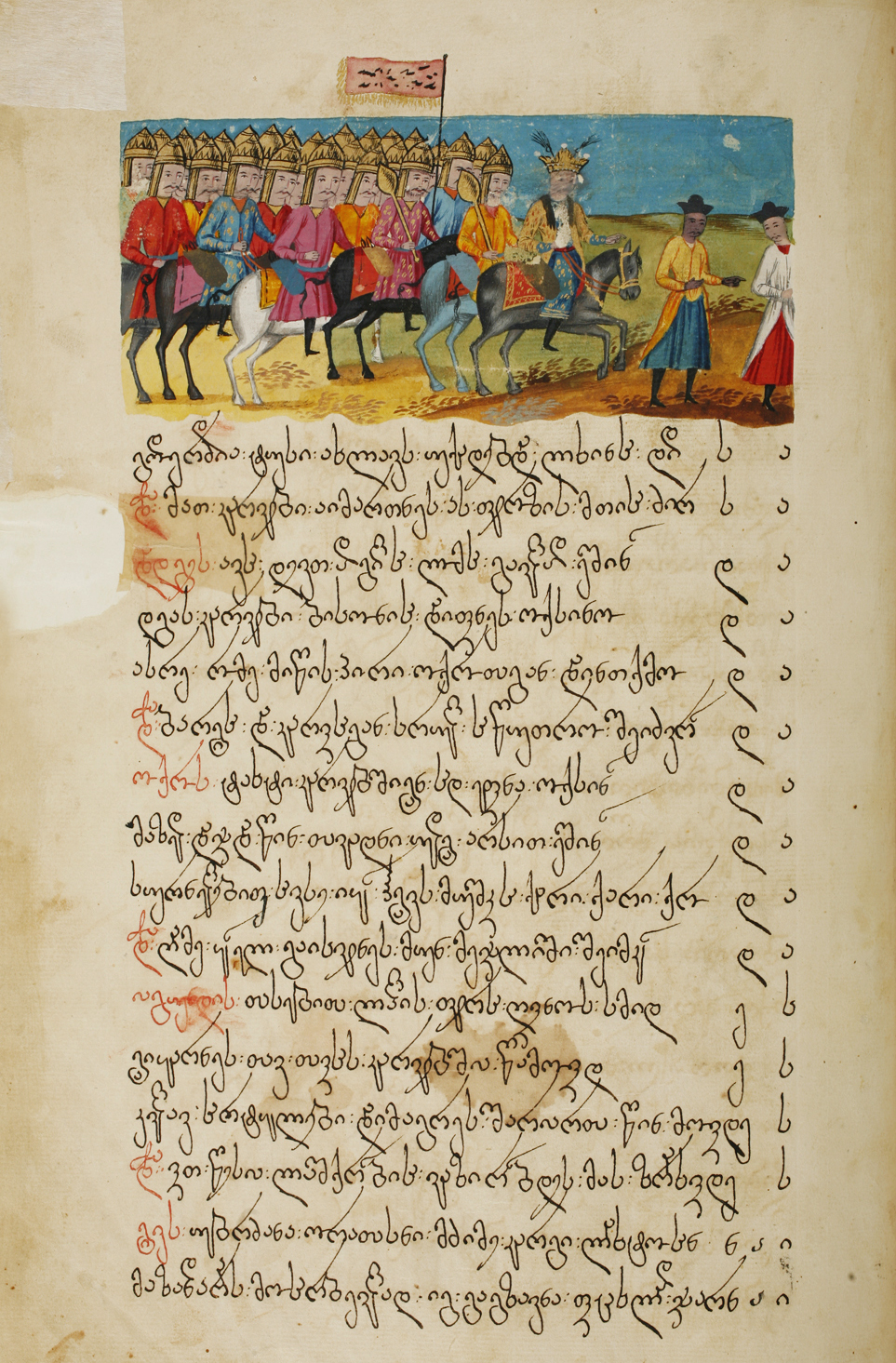
مخطوطة جورجية للشاهنامه مكتوبة بالخط الجورجي.

بدءً من أوائل القرن السادس عشر، ومع إدراج جوانب معينة من الأزمنة الحديثة بالفعل منذ القرن الثاني عشر، حتى القرن التاسع عشر، فقد تأثر الأدب الجورجي بشكل كبير بالثقافة الفارسية.
لاحظ جمشيد جيوناشفيلي حول ارتباط الثقافة الجورجية بثقافة العمل الأدبي الفارسي شاهنامه ما يلي:
تحتوي الأعمال الأدبية الجورجية مثل Tamariani، وقصيدة عبد المسياني، وVepkhistqaosani لروستافيلي والسطلات على أسماء الأبطال الإيرانيين المستعارة من الشاهنامه. ومن هؤلاء رستم وخي خسرو وزال وطور وغيرهم. كانت قصة الملك الضحاك وفريدون معروفة في الأدب الجورجي وقد ذُكرت في تسخوفريبا كارتليس. عُرفت كتب مهمة أخرى من الأدب الفارسي مثل يوسف وزليخة للجامي، وليلى أو مجنون لنظامي الكنجوي، وVameq و"Azraa لعنصرى أبو القاسم حسن، وقصة سالامان وأبسال، وكتاب فيس أو رامين الشهير، في الاوساط الادبية جورجيا. تسبق الترجمة الجورجية المبكرة لفيس أو رامين مخطوطة فارسية موجودة وقد استخدمها العلماء لإنتاج نسخة نقدية من فيس أو رامين.
كما لعبت معرفة المؤلفين الجورجيين بالكلاسيكيات الفارسية دورًا مهمًا في تطوير الأدب الجورجي. لقد كانت أعمال ضخمة مثل الملحمة الرومانسية أميران دارجانياني المنسوبة إلى موس خونيلي، وتمارياني التي كتبها غريغول تشاخروخادز (في القرن الثاني عشر)، وعبد المسياني التي كتبها إيفان شافتيلي، وأخيرًا تحفة الشعر الجورجي Vepkhistkaosani (الرجل في جلد النمر) لشوتا روستافيلي مكتوبة خلال هذا العصر من التوليف الثقافي.

## التجارة
عبرت طريق التجارة والقوافل أراضي جورجيا والتي من خلالها يتم تصدير الحرير الخام والنبيذ والفواكه والفراء والجوز الكاخيتي (يتم تصدير 4000 إبل سنويًا من الجوز الكاخيتي إلى إيران الصفوية)، والخيول الكاخيتية (المعروفة باسم " gurji")، كما تم استيراد مختلف الخضار و madder من قبل إيران من جورجيا.
تقدم المصادر الوثائقية الجورجية أدلة وفيرة على أن الجورجيين استوردوا على نطاق واسع من إيران. غالبًا ما تشير «كتب المهور» الجورجية إلى ملابس مصنوعة من أقمشة صنعت في إيران، مثل daraia يزد، وصوف كرمان، daraya جيلان، وصوف الرزيه، sheidish يزد، وخار. كما ذكر في كثير من الأحيان بين الأقمشة الثمينة zarbab darayabavt diba. وفي القرنين السابع عشر والثامن عشر، تم استيراد الأحجار الكريمة أيضًا من إيران. تذكر «كتب المهور» بشكل متكرر فيروزنيشابور، وياقوت بدخشان، والياقوت، واللؤلؤ، والزمرد.